# Maruim (Sergipe)
Maruim es un municipio brasileño del estado de Sergipe. 
La primera población nació en el encuentro de los ríos Sergipe y Ganhamoroba, en los alrededores del Puerto de las Redes (antigua Alfândega de Sergipe), pero debido a la existencia de muchos mosquitos en la zona, la población se mudó de lugar.
Maruim fue dependiente de Santo Amaro y Rosário del Catete, y se emancipó después de que el gobernador de la época, el Sr. Manoel Ribeiro da Silva Lisboa, el 19 de febrero de 1835, la elavara a la categoría de villa, y seguidamente, a ciudad.

## Geografía
Se localiza a una latitud 10º44'15" sur y a una longitud 37º04'54" oeste, estando a una altitud de 10 metros. Su población estimada en 2004 era de 15 850 habitantes. 
Ocupa un área de 95,22 km².